# クレジットカード現金化
クレジットカード現金化（クレジットカードげんきんか）はクレジットカードのショッピング枠を現金にする行為である。おもに「商品買取り型」と「キャッシュバック型」の2通りがある。

## 概要
利用者は、業者からクレジットカードで物品を購入する。利用者は物品を購入したことにより、クレジット会社に対して代金支払い義務が生じる。一方、業者はクレジット会社から代金受領の権利が生じる。これは、一般的なクレジットカード使用の法律的な効果と同様であると思われる。
利用者は業者に購入代金の一定割合で物品を買い取ってもらい、現金を手にする。業者が売却した価格と、利用者から買い取った価格の差額が業者の利益である。この際、業者は古物営業法に基づいて古物商の資格で買い取りを行っている。
カード現金化を利用する者は、クレジットカードのキャッシング枠を限度額まで利用して、経済的に行き詰ったクレジットカードホルダーである場合が多い。
2017年にフリマアプリメルカリを舞台に、クレジットカード現金化を目的に現金を額面以上の金額で出品して落札される事例が相次いだことが報道されたことにより、各サイトは現金の出品規制をするなどの対策が取られた。

## 違法性
「客の需要に応じた商行為」であり、限りなくグレーゾーンではあるが違法ではないという考え方がある一方で、「実質的には貸金業に該当する」という東京弁護士会の意見書が日本国政府（衆議院・参議院・金融庁・経済産業省・消費者庁・警察庁）に提出されるなど、違法とする考えもある。実質的な金利が法定利息を超えた闇金融レベルであることもある。
このような事態に対して関係省庁は「カード現金化は違法」として取締に動いている。2011年8月、警視庁は出資の受入れ、預り金及び金利等の取締りに関する法律（出資法）違反（高金利の受領など）容疑で「キャッシュバック型」でショッピング枠を現金化していた男を逮捕し、11月に懲役3年執行猶予5年の有罪判決が言い渡された。2017年11月、千葉県警・秋田県警・京都府警は出資法違反でフリマアプリメルカリを舞台に、クレジットカード現金化を目的に現金を額面以上の金額で出品していた男女4人を出資法違反で逮捕した。
行為に対する直接の法規制ではないが、クレジットカード現金化は破産法での免責不許可事由の1つである「破産手続の開始を遅延させる目的で、（中略）信用取引により商品を買い入れてこれを著しく不利益な条件で処分したこと」（破産法第252条1項2号）に当たるとされ、現金化を行った債務者が破産に至った場合、「同時廃止が行えず（破産管財人を選任する必要があり）手続きの時間・費用を要する」「免責が許可されない」といった不利益を受ける場合がある。
法とは別に、カード会社の会員規約では換金を目的としたショッピング枠の利用を禁止しており、それに違反した場合はカードの利用停止・強制退会、残債の一括請求をカード会社が行える約款を制定している。日本クレジット協会も、クレジットカードの現金化を行わないよう、公式サイト等を通じて利用者へ呼びかけをしている。

## 海外の例
クレジットカード現金化は日本のみならず、海外でも見られる。
韓国においては「카드깡」（カードゥカン）と呼ばれている。「깡」（カン）は、日本語の割り勘が由来で、韓国において「割引」の意味に変化して、つまりカード（不法）割引の意味である。方法は日本と同じであり、カード所有者がカード割引業者において商品購入、カード決済を行い、業者が所定の割引率を控除したうえで、残りの現金をカード所有者に渡す手口である。韓国にてカードゥカンは与信専門金融業法により禁じられた違法行為である。